# Mathias Franzén
Karl Gustav Mathias Franzén, född 22 februari 1975 i Göteborg, är en svensk före detta handbollsspelare. Han är högerhänt och spelade i anfall som vänstersexa.

## Spelarkarriär
Franzén var med i laget som tog silver i OS i Sydney år 2000. Där gjorde han 25 mål på 5 matcher. Det sista klubblaget han spelade för var det tyska laget HSG Nordhorn. Tidigare klubbar är HK Aranäs, Redbergslids IK och FC Barcelona.

## Tränarkarriär
Från 2009 till 2012 var Franzén framgångsrik tränare i HK Varberg i division 1.

## Släkt
Mathias är tvillingbror med Anders Franzén och lillebror till Mikael Franzén, alla tre var handbollsspelare med HK Aranäs som moderklubb. Alla tre gick sedan till Redbergslids IK, men Mathias är den ende av bröderna som hade en proffskarriär utomlands.

## Meriter
Landslaget
- VM-guld 1999
- EM-guld 2000
- OS-silver 2000
- VM-silver 2001
- EM-guld 2002
- 13:e VM 2003
- 7:a EM 2004